# XXX (Kendrick Lamar)
XXX (stilizzato come XXX. e pronunciato X-Rated) è un brano del rapper statunitense Kendrick Lamar, estratto dal suo quarto album in studio Damn, pubblicato il 14 aprile 2017.

## Descrizione
XXX è l'undicesima traccia dell'album (la quarta nella Collector's Edition of Damn). La traccia contiene campionature delle canzoni America del produttore Bēkon e American Soul del gruppo rock irlandese U2. Sebbene non sia stata pubblicata come singolo, la canzone è entrata nelle classifiche di diversi paesi nel 2017.

## Composizione
Il testo di XXX tratta del tema truth to power. Nel primo verso Lamar parla di cosa farebbe se accadesse qualcosa alla sua famiglia. Bono, il cantante del gruppo rock irlandese degli U2, canta un ritornello nella seconda metà della canzone. Lamar fa riferimento anche all'attuale presidente degli Stati Uniti Donald Trump e al presidente Barack Obama nel testo dicendo

## Accoglienza
XXX ha ricevuto molti consensi dalla critica musicale. Ian Servantes di Spin ha definito la canzone "dannatamente bella". Steven Hyden di Uproxx ha detto che il cameo degli U2 è stato "molto inusuale da parte loro ma in senso positivo".

## Esibizioni dal vivo
Lamar ha eseguito XXX dal vivo, senza la partecipazione degli U2 al Coachella Valley Music and Arts Festival il 23 aprile 2017 e durante l'intero Damn Tour. Lamar si è invece esibito assieme agli U2 nel brano ai 60esimi Grammy Awards nel gennaio 2018.

## Tracce
Testi e musiche di Kendrick Duckworth, Michael Williams II, Dacoury Natche, Mark Spears, Anthony Tiffith, Paul Hewson, David Evans, Adam Clayton, Larry Mullen Jr..
1. XXX – 4:14

## Formazione
Musicisti
- Kendrick Lamar – voce
- Paul Hewson – voce aggiuntiva
- David Evans – voce aggiuntiva
- Adam Clayton – voce aggiuntiva
- Larry Mullen Jr. – voce aggiuntiva
- Kid Capri – voce aggiuntiva

Produzione
- Mike Will Made It – produzione
- DJ Dahi – produzione
- Mark Spears – produzione
- Anthony "Topdawg" Tiffith – produzione
- Bēkon – produzione e voce aggiuntiva
- Derek Ali – missaggio
- Tyler Page – assistente al missaggio
- Cyrus Taghipour – assistente al missaggio
- Zeke Mishanic – registrazione
- Brendan Silas Perry – registrazione

## Classifiche
| Classifica (2017)         | Posizione massima |
| ------------------------- | ----------------- |
| Canada                    | 36                |
| Francia                   | 126               |
| Irlanda                   | 22                |
| Nuova Zelanda             | 31                |
| Paesi Bassi               | 60                |
| Portogallo                | 30                |
| Regno Unito               | 50                |
| Repubblica Ceca           | 78                |
| Slovacchia                | 46                |
| Stati Uniti               | 33                |
| Stati Uniti (R&B/Hip-Hop) | 19                |
| Stati Uniti (rap)         | 15                |
| Svezia                    | 82                |